# Shinai
Shinai, et japansk sværd der er udformet som 'våben' til brug for træning.
Shinai blev opfundet i Japan i starten af 1700-tallet, hvor det blev benyttet i forbindelse med kendo. 
Den oprindelige shinai var fremstillet af bambus, mens den moderne shinai der kendes inden for den moderne kendo, kan også være fremstillet af syntetisk materiale. Uanset model er den moderne shinai splittet op i fire dele, der holdes sammen ved hjælp af læder bånd samt et håndtag af læder. Der forekommer forskellige størrelser, men uanset forskelligheden er der tale om et fleksibelt træningsredskab, der i forbindelsen med træningen forebygger skader.